# ブルベ

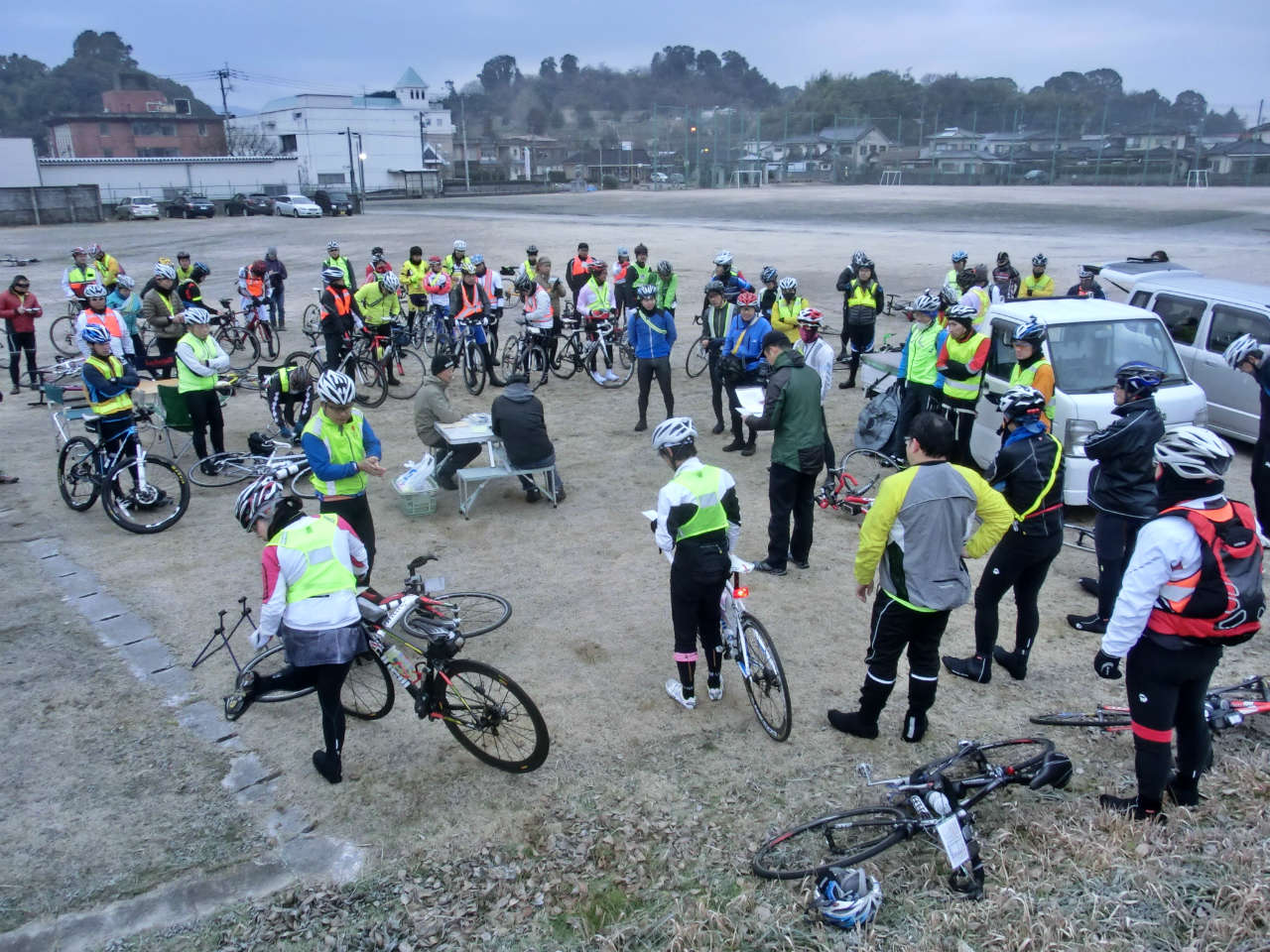
ブルベのスタート風景。ブリーフィング中

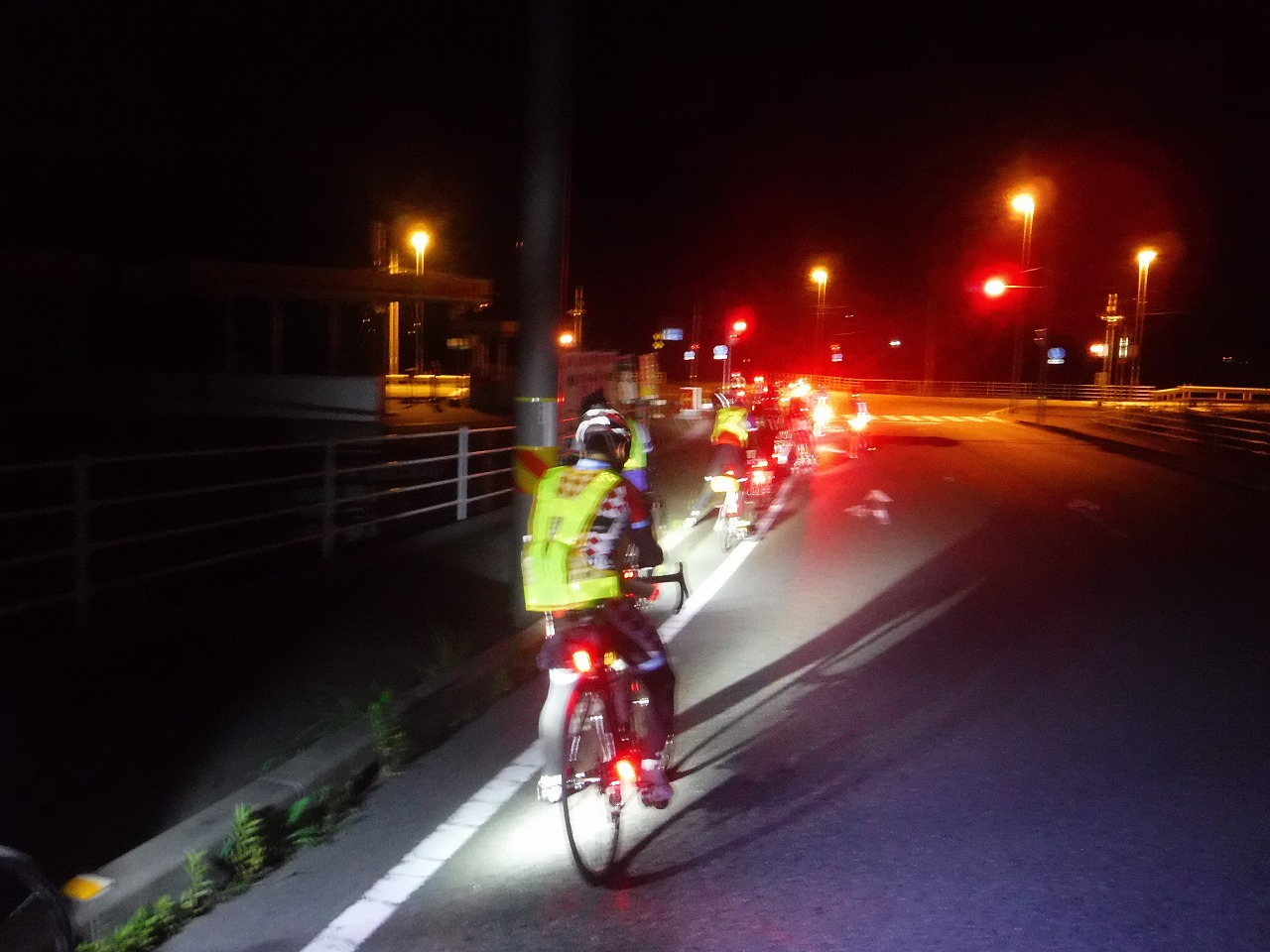
長時間におよぶブルベでは夜間走行が伴う

ブルベ（仏: Brevets）とは、タイムや順位にはこだわらず制限時間内での完走を認定する、ロングライドのサイクリングイベント。管轄する組織やルールによって様々なものがあり「ブルベ」とはフランス語で「認定」を意味する。イギリスやオーストラリアでは、オダックス（Audax）という呼称も用いられる。
オダックス・クラブ・パリジャン（仏: Audax Club parisien, ACP ）が規定するブルベ・ド・ランドヌール・モンディオ（仏: Brevets de Randonneurs Mondiaux, BRM）というブルベが最も有名であるが、他にもUnion des Audax Français（UAF）が規定するBrevet UAF（BUAF）など、様々のブルベが存在する。

## 概要
参加者は事前に公表されている通常200kmから1,400kmのルートに従って走行し、指定されたPCと呼ばれるチェックポイントを通過してゴールを目指す。その際タイムは計測されるが、順位は公表されない。制限時間は、努力を要するものの無理のない、おおよそ平均時速15km程度で走れるように設定されている。途中で休憩したり、宿泊したり、観光したり、寄り道をするのも自由であるが、各PCには通過時間が設定されており、それよりも遅くても速くても認定を受けることは出来ない。PCの通過証明には、コンビニエンスストアのレシートや、地名が記された看板の写真などが使用される。
規定の距離を制限時間内に走るなどの基準をクリアするとコース完走の認定を受けることができ、更に任意で認定メダルを購入する事ができる。メダルのデザインはPBPに合わせて、4年毎に変更される。また、体力の問題やマシントラブルなど何らかの理由で棄権する場合は、DNFを宣言できるが、その場合も主催者による回収はなく、自力で帰宅する必要がある。走行中の事故や受傷についても参加者の自己責任となり、主催者は基本的にボランティアでイベント開催に関する責任を負わず、そのため参加費用も安価に設定されている。
安全装備などが確認される車検を実施したのち、スタート時間より30分以内に出走できない場合は非認定となるが、パーマネントコースではスタート時間が参加者の自由に設定できる場合もある。
他の参加者とスピードを競う必要はない。しかしチェックポイントやゴールの制限時間は決まっているため、体力だけでなく、休憩や仮眠の取り方、機材の使いこなし、トラブルへの対処など、知識と経験も重要な要素になる。夜間の走行、過酷な環境での走行、睡魔との闘いなど、非日常を楽しむことができ、そこにブルベの魅力があるとされる。

## ブルベの歴史

### 日本のブルベの歴史
2019年現在、オダックス・クラブ・パリジャンからの委任によりオダックス・ジャパン（Audax Japan）の代表理事（AJ会長）が日本でのブルベを統括している。ACPやAJの認定ブルベ以外にも、類似のルールにより実施されているブルベも存在する。
- 1990年代前半、1980年代後半より実施されていたマウンテンバイクを用いた募集型ラリーライドのオンロード版が模索され始める。
- 1994年、関東在住の有志によって日本のブルベの発祥となる「ブルベ・ジャポン実行委員会」が設立される[6][13]。
- 1995年、「ブルベ・ジャポン実行委員会」は、日本サイクリング協会の後援も受け「ルート・エヌ（日本）」という独自のブルベを実施した[6][13]。本州5ヵ所のコースが設けられたが、当時の距離は50km、100km、200kmの3種類であった[6]。「ブルベ・ジャポン実行委員会」はスターバイクジャパンというサイクリングイベントの企画運営を行う個人事務所が設立に関わっており、ヨーロッパで開催されているブルベを日本に合わせたスタイルで導入しようとしたもので、自己責任・ノーサポートという原則はACPが規定したBRMと同じであるが、スタート日時が任意・途中の仮眠時間は走行時間から除外するという点が異なっていた[13]。
- 1996年、ブルベ・ジャポンが認定するコースは10コースに拡充された[13]。
- 1999年、カナダの団体から日本人がパリ・ブレスト・パリに初参加した。この際、スターバイクジャパンが中心になりPBPの視察とPBP開催後に行われるランドヌール・モンディオ会議へオブザーバーとして参加し、日本へのBRM導入に関する申し出が行われた。
- 2001年、日本からスターバイクジャパンや雑誌「サイクルスポーツ」が中心となり、カナダの団体のACP公認ブルベ（600km BRM:フレイザーキャニオン）へ視察2名、参加者4名が参加し、2名が認定完走した。
- ブルベ・ジャポン2002実行委員会（事務局は横浜市中区のスターバイクジャパン）により2002年開催予定のBRMが申請された。同時にACP登録団体としてのランドヌール・ジャポン（ACP登録番号600000）が発足する。
- 2002年、日本からPBPへの参加を念頭においた公式のBRMが静岡県掛川市で開催され80名が参加した（距離は200km）[13]。この頃はキューシートもなく、当日現地でルートをマーカーで記載した1/25000の地図のコピーが渡されるというシステムであり、76名が認定を受けた[13]。2002年はこのほかに300km、400km、600kmが各1回ずつ開催され32人がSRを取得した。
- ブルベ・ジャポン2003実行委員会（事務局はスターバイクジャパン）により2003年開催予定のBRMが申請された。
- 2003年、日本から21人が初めてPBPにエントリー。これに先立って1999年PBPの視察や現地ACPやRM（ランドヌール・モンディオ）との情報交換、カナダ600kmBRMへの日本人参加者の繰りこみ等を行い、特別扱いで2002年のPBP参加が認められた[注釈 3]。
- ランドヌールジャポン設立準備委員会により2004年開催予定のBRMが申請された。これ以降、ブルベ・ジャポンとしての活動が行われなくなり、「BRM」「ルート・エヌ」の2本立てで行われてきた日本のブルベは「BRM」一本に収斂されていった。
- 2004年、「RJ（ランドヌールジャポン）」が正式に横浜市青葉区を本拠として活動を開始し、BRM開催を「ブルベ・ジャポン実行委員会」直営からRJ掛川、RJ堺、RJ日立、RJ宇都宮、RJ南足柄の各地域の自主開催グループの主導へと移行した。
- 北海道で「RJ（ランドヌールジャポン）北海道」が設立される[4]。
- 日本人有志がロッキーマウンテン1,200kmに参加する。
- 2004年のBRMシリーズ開催終了後の11月、RJでの設立者同士のトラブルによりACP登録団体としてのRandonners Japonと国内組織としてのRJが分裂。国内組織としてのRJはオダックス・ジャパン（Audax Japan, AJ）へと改名を行い、ACP登録団体としてAudax Japanを新規に立ち上げた（ACP登録番号600007）。日本での認定権をRJ代表からAJ会長へと移譲する手続きを行い、ACPに承認された。これによりスターバイクジャパンの影響力が排除された。
- 2005年、オダックス・ジャパンとして改めて活動を開始し、日本で初の1,000kmブルベが開催された[13]。
- 2006年、ブルベ・ジャポン創設期から活動しているメンバーの一部が運営方針の違いにより整理された。
- これまで毎年度ごとにAJ（RJ）会員に加入して、AJ（RJ）が加入する団体保険を利用するのがBRMの参加資格であったが、BRM1開催ごとに提供されるスポット保険の利用が可能になった。これによりBRMに無所属での参加が可能になった。
- 2007年、これまでAJ（RJ）の最高意思決定機関は参加者一人一人が加入するAJ（RJ）会員の会員総会であったが、主催者を理事とする理事会が最高意思決定機関となった。これによりBRM運営に参加していない人物のAJへ関与する権利を失った。
- 2008年、埼玉と宇都宮にて日本で初めてFlèche（フレッシュ）が行われる。
- 2009年、日本が開催ポイントで、世界二位のブルベ開催国となる。またオダックス埼玉が開催クラブ別で認定ポイント世界一のクラブと認定される。
- 2010年、北海道にてアジアで初めて1,200kmブルベが開催された。
- 2013年、2014年の2年間日本が開催ポイントで、世界一位のブルベ開催国となる。
- 埼玉と宇都宮にて日本で初めてSuper Randonnées（シューペル・ランドネ）が開始される。
- 2014年、これまでAJが提供していたAJ会員としての団体保険、およびBRM1開催ごとに提供されていたスポット保険が廃止された。BRM参加するためには、参加者自身での保険手配が必要になった。
- 2015年4月、宇都宮、前橋、高崎、水戸の4市自治体共同で、日本初の自治体主催のブルベが開催された[2]。宇都宮市長の挨拶の後、水戸市長の合図で244人の参加者が400km先のゴールを目指した[2]。チェックポイントとしては、各市の名産食品を準備した公的施設が「おもてなしポイント」として指定された[2]。
- 日本が開催ポイントで、PBP開催年によるフランスでのブルベ人気の影響から世界二位のブルベ開催国に後退。翌2016年以降はアジアや南米のブルベ隆盛により徐々に地位が後退。
- 2016年、一般社団法人化に伴いオダックス・ジャパンが「一般社団法人オダックス・ジャパン」となる。
- 2019年、オダックス・ジャパンに登録しているクラブが実施するAJ Permanentが開始される。

## 組織と用語
ランドヌール・モンディオ
（仏: Les Randonneurs Mondiaux, RM）ブルベの世界組織
オダックス・クラブ・パリジャン
（仏: Audax Club parisien, ACP ）パリの自転車組織。BRMを創設したRM加盟組織。パリ・ブレスト・パリを開催している。
ブルベ・ド・ランドヌール・モンディオ
（仏: Brevets de Randonneurs Mondiaux, BRM）ACPが規定するブルベ
オダックス・ジャパン
（Audax Japan, AJ）ランドヌール・モンディオ加盟組織。日本国内のBRM執行責任を負うACP Representativeの選出を行う（AJ会長）。AJ会長の所属組織として、ACPに認証されたBRMの日本開催を統括、あるいは自ら主催し、ACPが認定を行う。実際は日本からAJとACPに登録している主催クラブの認定仲介団体である。2019年現在、最初期にブルベ・ジャポン実行委員会がBRMを直接運営していた例があるのみで、BRMをAJが自ら主催したことはない。AJは主にACPが規定してBRMを開催するが、BRMではないブルベももちろん開催されている。
オダックス・クラブ・パリジャン レプレゼンタティブ
（Audax Club parisien Representative, ACP Representative）ACPと契約を交わした各国代表。当該国のすべてのBRMに対して統括する権限と責任を負う。
原則として各国に1名のみ置かれ、あとから別契約が交わされると前任者は退任になる。任期は無期限だが、日本の場合は一般社団法人オダックスジャパンの代表理事（AJ会長）が就任する取り決めになっているため、日本の法律の定めにより2年ごとの理事改選の結果、代表理事が交代するとACP Represetativeも自動的に交代となる。
ブルベ・ジャポン実行委員会
オダックス・ジャパン（AJ）の前身の１つ。「ルート・エヌ」「BRM」を取り扱っていた。年度ごとに企画されるイベントカレンダー単位で組織され「ブルベ・ジャポン2003実行委員会」を最後に活動を終了して、RJ/AJへと移行した。
スターバイクジャパン
日本へのブルベを導入を計った中心人物たちが所属していたサイクリング事務所。「とれとればいく」「ルート・エヌ」「PBPブルベ（BRM）」などを企画主導した。
日本で初めてBRMを運営したのはブルベ・ジャポン及び継承団体であるRJだが、実際にフランスに出向いてACPと契約していたのはスターバイクジャパンであったため、対外的には日本のACP Representativeはスターバイクジャパン代表であった。ブルベ・ジャポンのRJ移行時にその他の国内BRM運営陣と決裂し、BRMとの関わりを失った。
ランドヌール・ジャポン
（Randonneurs Japon, RJ）オダックス・ジャパンの前身の１つ。「ルート・エヌ」は取り扱わず「BRM」を専門に取り扱った。内部分裂により一部がオダックス・ジャパンに移行。日本の開催認定権はRJ代表からAJ会長に移譲された。
主催者／主催クラブ／オーガナイザー（Organizer）
BRMを実際に開催するクラブまたはその代表者。必ずしも毎年開催する必要はなく、BRM以外のイベントを実施していることもある。BRM以外のイベントのために別の連盟にも加盟しているクラブもある。BRM開催をやめてしまったクラブ、また再開したクラブも存在する。全世界すべての主催クラブは自国のACP Representativeを通じてACPに認定を受けることで、BRM認定を取得する。ACPもAJも主催クラブの１つでもある。

## 参加規程

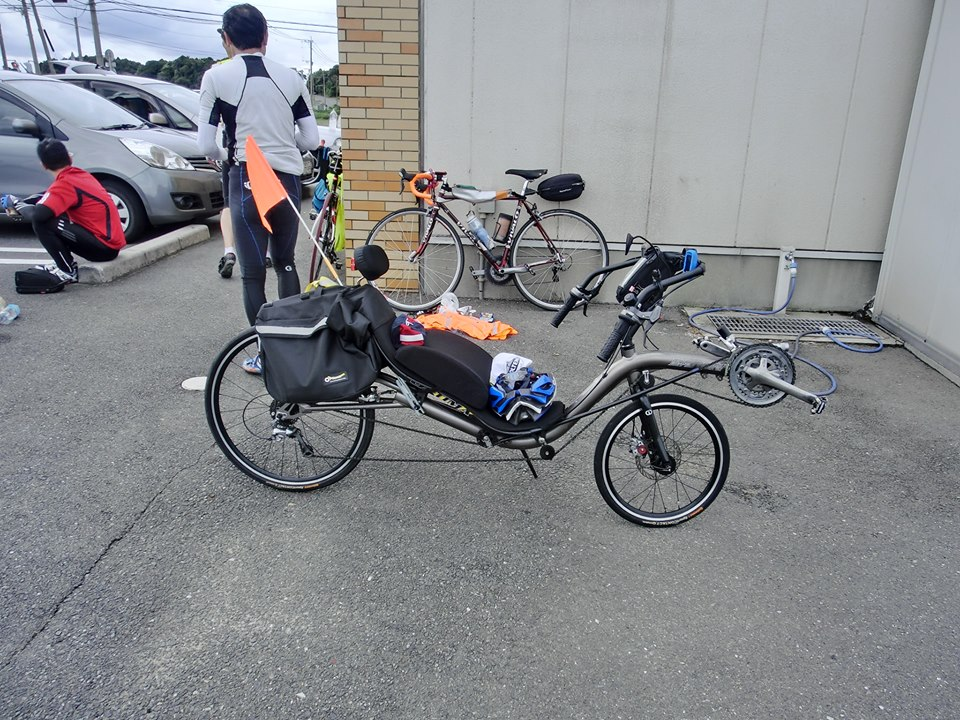
リカンベントでの参加

公道を長時間にわたって走行することから、安全確保の為に特定の安全装備が求められ、車検に合格しない場合には出走することができない。とくに夜間走行の伴う400km以上のブルベにおいては灯火類に厳格な規定が設けられている。
自転車
自転車は公道の走行に法的な問題がなく、人力のみを動力とするものであれば車種に制限は設けられていない。ロードバイクやランドナーを選択する参加者が多いが、リカンベントやベロモービル、タンデム自転車での参加者もみられる。
前照灯
夕方から明け方まで点灯可能なもので、走行距離が400km以上になる場合は2つ以上の設置が義務づけられている。
尾灯
夕方から明け方まで点灯可能で、常時点灯タイプのものをサドルバッグなどを介さず、車輌に固定して設置することが求められる。
ベル
道路交通法においても、軽車両に分類されることから装着が義務となる。
ヘルメット
ヘルメットはフランスの道路交通法上必須とされていないので、BRMとしては必須装備ではない。しかし、日本のローカルルールとしてヘルメットの装備を必須とされている。400km以上の場合にはヘルメットに尾灯の装着も義務になり、車体の尾灯に関しては点滅は認められていないが、ヘルメットの尾灯の場合には点滅も認められている。
反射ベスト
すべての走者は反射ベスト、反射たすき、反射肩掛けベルトなど、前後の見えやすい位置に反射素材がついた同等のものを着用することが義務となる。

## 走行距離と認定
| 走行距離 | 制限時間  |
| -------- | --------- |
| 200 km   | 13.5 時間 |
| 300 km   | 20 時間   |
| 400 km   | 27 時間   |
| 600 km   | 40 時間   |
| 1,000 km | 75 時間   |

ACP管轄のBRMにおける距離ごとの制限時間は表の通りで、伝統的なBRMの距離は200km、300km、400km、600kmである。

### シューペル・ランドヌール

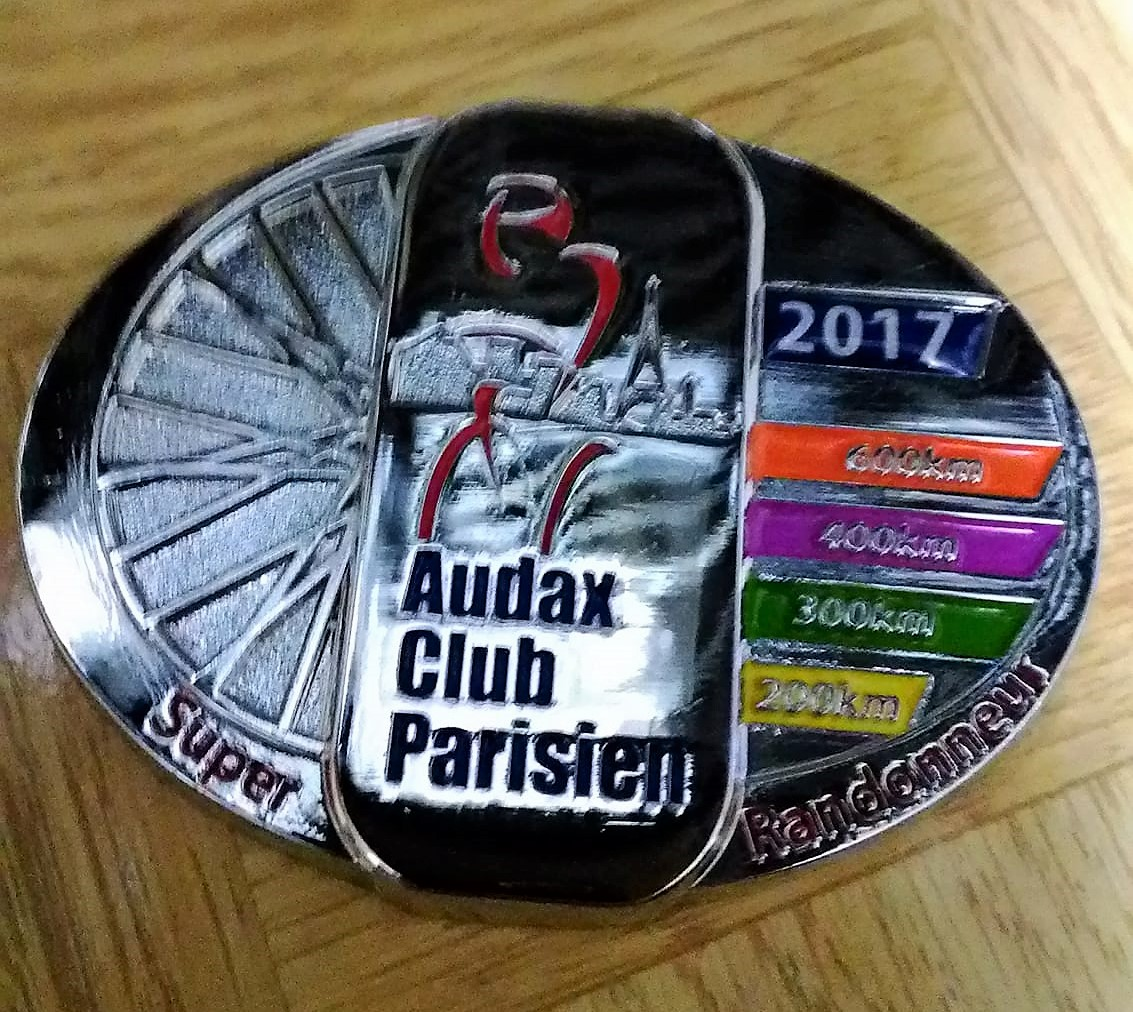
ブルベのSRメダル（2017年）

（仏: Super Randonneur, SR）英語圏ではスーパー・ランドナーと呼ばれる。SRと省略されることが多い。年度内にBRMの200km, 300km, 400km, 600kmを完走した者に与えられる称号。SRはあくまでも称号であり認定ではないが、SRになった記念としてメダルを購入することができる。パリ・ブレスト・パリに参加するための必須条件でもあり、パリ・ブレスト・パリに参加するためには、開催年度の11月から6月までの期間中にSRに準じた認定を受けなければならない。

### ランドヌール5000
（仏: Randonneur 5000）
4年間に合計5,000kmの認定を受けるとACPによって「ランドヌール5000」に認定される。5,000kmの中には、フレッシュ、パリ・ブレスト・パリ、200-300-400-600-1,000kmのBRMが、コンプリートで含まれている必要がある。2013年1月の時点で、世界で1,961人が認定を受けており、71人が日本人である。

### ランドヌール10000
（仏: Randonneur 10000）
ランドヌール5000が設けられて50周年を記念し、ACPによって2012年に創設された認定で、6年間で10,000kmの距離を認定された方を特別表彰する。10,000kmに充てることができるサイクルイベントは、細かく取り決めがあり、6年以内に下記の条件を満たす必要がある。
- 200km、300km、400km、600km、1,000kmの認定BRMを各2回以上出場し認定されていること[注釈 6]。
- PBPの1,200kmを走り認定されること（PBPは4年毎の開催のため、期間内に参加できる回数は最多でも2回）。
- PBP以外のRM（Randonneurs Mondiaux）認定の1,200km以上のBRMを1回
- Fleche Velocio（日本の場合は、Fleche Japon）に参加し認定されていること。
- シューペル・ランドネ600のランドヌール部門の認定を受けていること。

## 著名なブルベ

### パリ・ブレスト・パリ
（仏: Paris-Brest-Paris, PBP）
ブルベの最高峰とされ、世界最古のサイクリングイベントでもある。パリ - ブレスト間を往復する、4年に1度開催される1,200kmのブルベ。2015年は参加枠7000人に対して5000人あまりが参加した。また、このイベントの開催を記念して考案された同名の菓子も有名である。

### ディアゴナール
（仏: Diagonales）
フランス全土の対角線にあたる9つのルートを制限時間内に走る長距離サイクリング。

### ロンドン・エジンバラ・ロンドン
（英: London–Edinburgh–London, LEL）ロンドンとエジンバラの間を5日間で往復する、1,400kmのブルベ。4年に1度開催されるが、参加資格は特になく誰でも参加できる。イギリスでの開催なので、毎回寒冷や雨天など天候条件が過酷な事が多い。オダックス・イングランド（AUK）が1989年から開催している。第5回となる2005年大会には306人が参加し、246人が完走した。

### ミッレ・ミリア
（伊: 1001 miglia）イタリアで開催される長距離ブルベ。ミラノ郊外のネルヴィアーノを出発し、イタリア半島を南下しながら時計回りに、ディコマーノ540km、ボルセーナ871km、Castelnuovo1,110km、ボックスリーグレ1,480kmを経由してネルヴィアーノに戻る、全長1,600km超のブルベ。1001は1,001マイル（1,611km）のこと。2012年は330名が参加した。

### ロッキーマウンテン1200km
（英: Rocky Mountain 1200）カナダで開催される1,200kmブルベで、PBPに倣って1996年から4年に1回開催される。BC Randonneurs Cycling Clubが運営する。84時間と90時間のカテゴリーがあり、2012年は125人の参加枠に対して112人が参加した。エントリーには満たすべき基準が定められている。カナダは高速道路に自転車走行可能なので、高速道路も走るブルベ。コース中2000m級の峠を2つ超えるが、コースがわかりやすく難易度は低いとされる。景色も良いことで有名。

### ボストン・モントリオール・ボストン
（英: Boston-Montreal-Boston, BMB）ボストン - モントリオール間の1,200kmの往復コースで、北アメリカにおけるPBPに相当するイベントと認識されることもある。PBP開催年を除き毎年実施されていたが、2007年以降開催されていない。

### ゴールドラッシュランドナー
（Gold Rush Randonnee, GRR）北米で開催されるいくつかの1,200km級ブルベのひとつ。カリフォルニア州デイビスから北上する往復コースで設定されている。参加資格やルールはPBPに準じる。

### PAP
（Perth-Albany-Perth, PAP）オーストラリアのパースとアルバニー間を往復する1,200kmのブルベ。4年毎に開催されている。

### MGM
（Madrid-Gijon-Madrid, MGM）スペインで4年に1度開催される1,200kmブルベ。Madrid-Gijon-Madridの言葉の通り、マドリード-ヒホンとの間を往復する。エントリーにはSRの取得が必要。

## その他のブルベ

### フレッシュ
（仏: Flèche）フレッシュはフランス語で「矢」を意味し、英語圏では同じく矢を意味する「アローズ」という、チームで走行するブルベ。国によって細則が異なるが、日本では3台以上5台以下の自転車で出発し、24時間以内に360km以上を走行しなければならない。ゴールできた台数が3台未満だと、そのチームは失格となる。コースはチームによって自由に設定できるが、各チェックポイント間は最短距離で結ばなければならず（例えばルート上に急峻な峠があっても迂回することができない）、また22時間目から24時間目までの2時間で25km以上走行しなければならない。出発地点、スタート時間もまちまちであるが、ゴール地点は同じ地域に設定される。ゴール後に完走できたメンバーが集まり、再会を祝ったのがそもそもの始りであり、それに倣ってゴール後はパーティーが開催される。

### ルート・エヌ
1995年に日本で最初に本格的に導入された日本独自のブルベ。シューペル・ランドネなどと同じく一種の常設（パーマネント）ブルベであったが、当時は現在のAJのような永続的に存在する事務局があるわけではなく、各年度ごとに実行委員会が立ち上げられ、事務局に申し込むスタイルだった。
日本にBRMが導入されていく時期、当初の事務局はBRMとルート・エヌ双方を扱っていたが、RJ立ち上げの際にBRMのみを専門に扱ったため、ルート・エヌ取り扱いの事務局が分離、ルート・エヌは衰退して自然消滅した。

### シューペル・ランドネ600
（仏: Super Randonnées 600, SR600）獲得標高10,000m以上が要求される常設（パーマネント）山岳ブルベ。通年で設定されている全長600kmのコースを、参加者の好きな日時・時間に走行する事が出来る。コースには難易度を含めて設定の基準があり、主催者か考えたルートがACPによって認定される。50時間という制限時間が設けられている「ランドヌール部門」と、制限時間がない「ツーリスト部門」に分かれている。スタート地点、チェックポイント、ゴールは無人であり、多くの場合はモニュメントと自転車を一緒の写真に撮るなどの指定された方法で通過の確認が行われる。

### AJ Permanent
AJに登録している団体が実施し、AJが認定するAJ内のローカルブルベ。
シューペル・ランドネなどと同じ常設（パーマネント）ブルベだが、その他のブルベと異なりAJ会員登録しないと参加申込できない。

### ジャパニーズ・オデッセイ
2015年より開催されている日本各地の峠や難所がチェックポイントとして指定される、超長距離かつ山岳サイクリングイベント。ブルベに準じたルールで2,000-3,000kmの距離を10日-14日の期間で走破することが求められる。